# Большой Сыр
Большой Сыр (Большие Сыры) — река восточных предгорий Кузнецкого Алатау, правый приток р. Камышта (бассейн р. Абакан).
Длина — 35 км, площадь водосбора — 308 км². Протекает по территории Аскизского района в восточном направлении. Исток — восточный склон г. Сарыг (хребет Сахсар), устье — юго-восточнее села Усть-Камышта. Абсолютная высота истока — около 990 м, устья — 334 м.
Большой Сыр имеет около 10 притоков, наиболее крупный левый — Малый Сыр (20 км). Долина широкая: от 1 км в верхней части до 4 км в устьевой. Склоны долины в верховьях покрыты лесной растительностью (15-20 %), к устью лес исчезает. Пойма сильно заболочена, в верховьях поросли кустарника. Берега часто обрывистые. В нижней части бассейна реки имеются старицы. Русло очень извилистое, дно песчано-галечниковое. В устьевой части заболоченность увеличивается, вследствие чего русло часто теряется. Гидрологический режим характеризуется весенним половодьем, летне-осенней и зимней меженью, летними паводками. В долине расположены населённые пункты: Сыры, Сырский и подсобное х-во Мельтисы. Водные ресурсы используются для орошения.

## Данные водного реестра
По данным государственного водного реестра России относится к Енисейскому бассейновому округу. Речной бассейн реки — Енисей, речной подбассейн реки — Енисей между слиянием Большого и Малого Енисея и впадением Ангары, водохозяйственный участок реки — Енисей от Саяно-Шушенского гидроузла до впадения реки Абакан.